# John Rowles
John Edward Rowles (Whakatane, 26 maart 1947) is een Nieuw-Zeelandse zanger, die populair was tijdens de late jaren 1960, de jaren 1970 en de vroege jaren 1980.

## Jeugd
John Rowles is gedeeltelijk Maori. Zijn vader Eddie Hohapata Rowles speelde in 1938 voor de Māori All Blacks. Zijn moeder was blank. Hij groeide op in Kawerau, het noordelijkste eiland van Nieuw-Zeeland. Zijn geboortenaam was kortweg John Rowles, de middelste naam Edward had hij toegevoegd na de dood van zijn broer Edward, die op jonge leeftijd overleed.

## Carrière
Rowles is het meest bekend in Nieuw-Zeeland en Australië, maar hij heeft ook al gezongen in Las Vegas, Nevada en Hawaï, waar hij werd gemanaged door Kimo Wilder McVay. In het Verenigd Koninkrijk werd hij bekend door de hit If I Only Had Time (1968, 3e plaats), die 18 weken was vertegenwoordigd in de Britse hitlijst. Het was een coverversie van de song Je n'aurai pas le temps (1967) van de Franse zanger Michel Fugain. De song scoorde ook in Nederland met een 2e plaats, waarna het Franck Pourcel-orkest een bescheiden hit had met een instrumentale versie van de song. In de Verenigde Staten scoorde Nick DeCaro en zijn orkest met de instrumentale versie, uitgebracht als de B-kant van de single Caroline, No (1968). Rowles had ook nog een andere top 20-hit in het Verenigd Koninkrijk met Hush … Not a Word to Mary (1968), maar ook in Nederland.
In de Verenigde Staten werd Cheryl Moana Marie in de zomer van 1970 ontdekt door sommige West Coast-radiostations, maar het duurde tot eind 1970, voordat de song in het begin van 1971 de Billboard Hot 100 en de Cashbox Top 100 bereikte.
Rowles had een gastoptreden in de Nieuw-Zeelandse film Second-Hand Wedding (2008).
Aan het begin van 2009 werd Rowles geselecteerd om te verschijnen in de Nieuw-Zeelandse tv-show Dancing with the Stars. Hij werd gekoppeld aan Krystal Stewart. Op doktersvoorschrift zou hij moeten terugtreden uit het concours, maar bloeide sindsdien weer op.

## Onderscheiding
In 1974 ontving Rowles de Benny Award van de Variety Artists Club of New Zealand, de hoogste eer voor een Nieuw-Zeelandse entertainer.

## Familie
Zijn oudere broer Wally was solozanger met een eigen carrière, die werkte onder de naam Frankie Price. Later wijzigde hij zijn naam opnieuw naar Frankie Rowles, aangezien de artiest Price werkte in Australië. Als Frankie Price nam hij de drie singles Pancho Lopez / Walk Like a Man, Another Tear Falls / I Could Have Loved You So Well en Sweet Mary / Take a Little Time op, allen gepubliceerd door Polydor. Onder de naam Frankie Rowles nam hij de single Ma vie c'est toi / Live a Little Longer op, die werd gepubliceerd bij Gemini Records. Hij overleed in maart 2004 op 59-jarige leeftijd.
Zijn zus Tania was een opname-artiest en had de single Don't Turn Around, die werd gepubliceerd bij RCA Records in 1986. Ze was de winnares van de New Zealand Music Award for Breakthrough Artist of the Year in 1976.

## NPO Radio 2 Top 2000
| Nummer met noteringen in de NPO Radio 2 Top 2000 | '99  | '00-'01 | '02  |
| ------------------------------------------------ | ---- | ------- | ---- |
| If I Only Had Time                               | 1484 | -       | 1953 |

1. ↑  Een '-' betekent dat het nummer niet was genoteerd en een vetgedrukt getal geeft de hoogste notering aan.
2. ↑  Deze tabel is bijgewerkt tot en met de laatste editie (2024).

- International Standard Name Identifier: 0000 0000 6388 5003
- Library of Congress Control Number: n94075704
- MusicBrainz: 2e5d40fd-90f3-480d-b95f-22ea0d8573c6
- SNAC: w6k774s4
- Museum of New Zealand Te Papa Tongarewa: 28828
- Virtual International Authority File: 38607852
- WorldCat: E39PBJmHHPKY7kB3YyK6r8VQv3